# 日本の生活協同組合一覧
日本の生活協同組合一覧（にほんのせいかつきょうどうくみあいいちらん）は、日本の生活協同組合（生協）と生活協同組合連合会と子会社・関連団体等の一覧である。

## 主な組織

### 生活協同組合連合会

#### 全国中央組織・連合会
- 日本生活協同組合連合会（日本生協連）（本部：東京都渋谷区）
  - 子会社
    - 株式会社シーエックスカーゴ（本社:埼玉県桶川市）
    - 株式会社コープクリーン（本社:埼玉県蕨市）
    - 株式会社コープ情報システム（本社:東京都新宿区）
    - 株式会社コープトレード・ジャパン（本社:東京都渋谷区）
    - CO・OP TRADE AMERICA.INC.（本社:アメリカ合衆国ワシントン州）
    - コープ出版株式会社（本社:東京都渋谷区）
    - 全国学校用品株式会社（本社:東京都渋谷区）
    - 株式会社アイアンドアイサービス（本社:千葉県浦安市）

  - 関連団体
    - 日生協企業年金基金
    - 日生協健康保険組合
    - 公益財団法人生協総合研究所
    - 賀川記念全国生協教育基金協会
- 日本コープ共済生活協同組合連合会（コープ共済連）（本部：千葉県浦安市） - 共済事業
- 全国労働者共済生活協同組合連合会（こくみん共済 coop、全労済）（本部:東京都渋谷区）
  - 基本三法人
    - 全国労働者共済生活協同組合連合会（こくみん共済 coop） - 共済事業
    - 日本再共済生活協同組合連合会（日本再共済連）（本部：東京都渋谷区） - 国内唯一の再共済専門団体
    - 一般財団法人 全国勤労者福祉・共済振興協会（全労済協会）（本部：東京都渋谷区） - シンクタンク事業と相互扶助事業

  - 関連子会社
    - 株式会社全労済システムズ（本社:東京都八王子市）
    - 株式会社全労済リブス（本社:東京都府中市）
    - 全労済アシスト株式会社（本社:大阪府吹田市）
    - 株式会社全労済ウィック（本社:東京都渋谷区）
    - 株式会社スペース・ゼロ（本社:東京都渋谷区）
    - 株式会社ゼスト（本社:大阪府大阪市）
- 全国大学生活協同組合連合会（全国大学生協連）（本部：東京都杉並区）
  - 子会社
    - 株式会社大学生協事業センター
    - 株式会社バーシティウェーブ
    - 株式会社スチューデントトラベルジャパン

  - 関連団体
    - CIEC（コンピュータ利用教育協議会）（本部:東京都杉並区）
    - 特定非営利活動法人JUON NETWORK（樹恩ネットワーク）（本部:東京都杉並区）
- 全国生活協同組合連合会（全国生協連、都道府県民共済グループ）（本部：埼玉県さいたま市）=都道府県単位の共済連合会
- 全国共済生活協同組合連合会（本部：大阪府大阪市）=火災保険の連合会
- 日本医療福祉生活協同組合連合会（医療福祉生協連）
- 日本高齢者生活協同組合連合会（本部：東京都豊島区）
- 全国住宅生活協同組合連合会（本部：東京都台東区）
- 生活協同組合連合会鉱住協（本部：東京都千代田区）
- 全国電力生活協同組合連合会（本部：東京都港区）

### 事業連合
- 生活協同組合連合会コープ東北サンネット事業連合（本部：宮城県仙台市）
- コープデリ生活協同組合連合会（本部：埼玉県さいたま市）
- 生活協同組合連合会ユーコープ事業連合（本部：神奈川県横浜市）
- 生活協同組合連合会コープ北陸事業連合（本部：石川県金沢市）
- 生活協同組合連合会東海コープ事業連合（本部：愛知県名古屋市名東区）
- 生活協同組合連合会コープきんき事業連合（本部：大阪府大阪市）
- 生活協同組合連合会コープ中国四国事業連合（本部：広島県廿日市市）
- 生活協同組合連合会コープ九州事業連合（本部：福岡県糟屋郡篠栗町）
- 生活クラブ事業連合生活協同組合連合会（本部：東京都新宿区）
- パルシステム生活協同組合連合会（本部：東京都文京区）
- 生活協同組合連合会コープ自然派事業連合（本部：大阪府大阪市）
- 生活協同組合連合会きらり（本部：大阪府堺市）
- グリーンコープ生活協同組合連合会（本部：福岡県福岡市）
- 大学生活協同組合連合会北海道事業連合（本部：北海道札幌市）
- 生活協同組合連合会大学生活協同組合東北事業連合（本部：宮城県仙台市）
- 生活協同組合連合会大学生活協同組合東京事業連合（本部：東京都渋谷区）
- 生活協同組合連合会大学生活協同組合北陸事業連合（本部：石川県金沢市）
- 生活協同組合連合会大学生協東海事業連合（本部：愛知県名古屋市）
- 生活協同組合連合会大学生活協同組合京都事業連合（本部：京都府京都市）
- 生活協同組合連合会大学生協大阪事業連合（本部：大阪府大阪市）
- 生活協同組合連合会大学生協神戸事業連合（本部：兵庫県神戸市）
- 生活協同組合連合会大学生活協同組合中国・四国事業連合（本部：愛媛県松山市）
- 生活協同組合連合会大学生活協同組合九州事業連合（本部：福岡県福岡市）

#### 都道府県別連合会
- 北海道生活協同組合連合会（本部：北海道札幌市）
- 青森県生活協同組合連合会（本部：青森県青森市）
- 岩手県生活協同組合連合会（本部：岩手県滝沢市）
- 宮城県生活協同組合連合会（本部：宮城県仙台市）
- 秋田県生活協同組合連合会（本部：秋田県秋田市）
- 山形県生活協同組合連合会（本部：山形県山形市）
- 福島県生活協同組合連合会（本部：福島県福島市）
- 茨城県生活協同組合連合会（本部：茨城県水戸市）
- 栃木県生活協同組合連合会（本部：栃木県宇都宮市）
- 群馬県生活協同組合連合会（本部：群馬県前橋市）
- 埼玉県生活協同組合連合会（本部：埼玉県さいたま市）
- 千葉県生活協同組合連合会（本部：千葉県千葉市）
- 東京都生活協同組合連合会（本部：東京都中野区）
- 神奈川県生活協同組合連合会（本部：神奈川県横浜市）
- 新潟県生活協同組合連合会（本部：新潟県新潟市）
- 富山県生活協同組合連合会（本部：富山県富山市）
- 石川県生活協同組合連合会（本部：石川県金沢市）
- 福井県生活協同組合連合会（本部：福井県福井市）
- 山梨県生活協同組合連合会（本部：山梨県甲府市）
- 長野県生活協同組合連合会（本部：長野県長野市）
- 全岐阜県生活協同組合連合会（本部：岐阜県各務原市）
- 静岡県生活協同組合連合会（本部：静岡県静岡市）
- 静岡県学校生活協同組合連合会（本部：静岡県静岡市）
- 愛知県生活協同組合連合会（本部：愛知県名古屋市）
- 三重県生活協同組合連合会（本部：三重県津市）
- 滋賀県生活協同組合連合会（本部：滋賀県大津市）
- 京都府生活協同組合連合会（本部：京都府京都市）
- 大阪府生活協同組合連合会（本部：大阪府大阪市）
- 兵庫県生活協同組合連合会（本部：兵庫県神戸市）
- 奈良県生活協同組合連合会（本部：奈良県奈良市）
- 和歌山県生活協同組合連合会（本部：和歌山県和歌山市）
- 鳥取県生活協同組合連合会（本部：鳥取県鳥取市）
- 島根県生活協同組合連合会（本部：島根県松江市）
- 岡山県生活協同組合連合会（本部：岡山県岡山市）
- 広島県生活協同組合連合会（本部：広島県広島市）
- 山口県生活協同組合連合会（本部：山口県山口市）
- 徳島県生活協同組合連合会（本部：徳島県板野郡北島町）
- 香川県生活協同組合連合会（本部：香川県高松市）
- 愛媛県生活協同組合連合会（本部：愛媛県松山市）
- 愛媛県学校生活協同組合連合会（本部：愛媛県松山市）
- 高知県生活協同組合連合会（本部：高知県高知市）
- 福岡県生活協同組合連合会（本部：福岡県福岡市）
- 佐賀県生活協同組合連合会（本部：佐賀県佐賀市）
- 長崎県生活協同組合連合会（本部：長崎県長崎市）
- 熊本県生活協同組合連合会（本部：熊本県水俣市）
- 大分県生活協同組合連合会（本部：大分県大分市）
- 宮崎県生活協同組合連合会（本部：宮崎県宮崎市）
- 鹿児島県生活協同組合連合会（本部：鹿児島県鹿児島市）
- 沖縄県生活協同組合連合会（本部：沖縄県浦添市）

### 北海道・東北地方

#### 北海道
- 北海道労働者共済生活協同組合（本部：札幌市）
- 札幌市民共済生活協同組合（本部：札幌市）
- 北海道民共済生活協同組合（本部：札幌市）
- 北海道勤労者住宅生活協同組合（本部：札幌市）
- 北海道医療生活協同組合（本部：札幌市）
- 札幌医療生活協同組合（本部：札幌市）
- 北海道保健医療生活協同組合（本部：帯広市）
- 生活協同組合コープさっぽろ（本部：札幌市）
- 生活クラブ生活協同組合 (北海道)（本部：札幌市）
- 生活協同組合北海道高齢協（本部：旭川市）
- さっぽろ高齢者福祉生活協同組合（本部：札幌市）
- 北海道大学生活協同組合（本部：札幌市）
- 北海道教育大学生活協同組合（本部：札幌市）
- 酪農学園生活協同組合（本部：江別市）
- 札幌学院大学生活協同組合（本部：江別市）
- 北海学園生活協同組合（本部：札幌市）
- 北星学園生活協同組合（本部：札幌市）
- 札幌大学生活協同組合（本部：札幌市）
- 北海道教育大学函館生活協同組合（本部：函館市）
- 小樽商科大学生活協同組合（本部：小樽市）
- 北海道教育大学岩見沢生活協同組合（本部：岩見沢市）
- 北海道教育大学旭川生活協同組合（本部：旭川市）
- 北見工業大学生活協同組合（本部：北見市）
- 室蘭工業大学生活協同組合（本部：室蘭市）
- 帯広畜産大学生活協同組合（本部：帯広市）
- 北海道教育大学釧路生活協同組合（本部：釧路市）
- 公立はこだて未来大学生活協同組合（本部：函館市）
- 釧路公立大学生活協同組合（本部：釧路市）
- 北海道電力生活協同組合（本部：札幌市）
- 新冠種畜牧場消費生活協同組合（本部：日高郡新ひだか町）
- 十勝種畜牧場消費生活協同組合（本部：河東郡音更町）
- 北海道学校生活協同組合（本部：札幌市）
- 函館学校生活協同組合（本部：函館市）
- 上川地区学校生活協同組合（本部：旭川市）
- 網走四地区学校生活協同組合（本部：北見市）

#### 青森県
- 青森県庁消費生活協同組合（本部：青森市）
- 八戸市職員生活協同組合（本部：八戸市）
- 青森市職員生活協同組合（本部：青森市）
- 弘南バス生活協同組合（本部：弘前市）
- 弘前大学生活協同組合（本部：弘前市）
- 八戸市医師会生活協同組合（本部：八戸市）
- 十和田市職員生活協同組合（本部：十和田市）
- 弘前学院生活協同組合（本部：弘前市）
- 津軽保健生活協同組合（本部：弘前市）
- 青森保健生活協同組合（本部：青森市）
- 青森県労働者共済生活協同組合（本部：青森市）
- 生活協同組合コープあおもり（本部：青森市）
- 生活協同組合とわだ（本部：十和田市）
- 青森県民生活協同組合（本部：青森市）
- 八戸医療生活協同組合（本部：八戸市）
- 生活クラブ生活協同組合（本部：青森市）
- 青森県民共済生活協同組合（本部：青森市）
- 青森県高齢者福祉生活協同組合（本部：八戸市）
- ひまわり福祉生活協同組合（本部：八戸市）

#### 岩手県
- 岩手県労働者共済生活協同組合（本部：盛岡市）
- 盛岡医療生活協同組合（本部：盛岡市）
- 消費者信用生活協同組合（本部：盛岡市）
- いわて生活協同組合（本部：滝沢市）
  - 株式会社共働社（本店：滝沢市）
- 岩手県民共済生活協同組合（本部：盛岡市）
- 生活クラブ生活協同組合（本部：奥州市）
- みやこ映画生活協同組合（本部：宮古市）
- 岩手県高齢者福祉生活協同組合（本部：盛岡市）
- 岩手県学校生活協同組合（本部：滝沢市）
  - 株式会社岩手県教育公社（本店：滝沢市）
- 岩手県庁生活協同組合（本部：盛岡市）
- 大船渡市役所職員生活協同組合（本部：大船渡市）
- 東北農業研究センター消費生活協同組合（本部：盛岡市）
- 宮古市職員生活協同組合（本部：宮古市）
- 岩手大学生活協同組合（本部：盛岡市）
- 遠野市役所生活協同組合（本部：遠野市）
- 釜石市職員生活協同組合（本部：釜石市）
- 盛岡大学生活協同組合（本部：盛岡市）
- 岩手県立大学生活協同組合（本部：滝沢市）

#### 宮城県
- 東北電力生活協同組合（本部：仙台市）
- 宮城労働者共済生活協同組合（本部：仙台市）
- 松島医療生活協同組合（本部：宮城郡松島町）
- 生活協同組合あいコープみやぎ（本部：仙台市）
- みやぎ生活協同組合（本部：仙台市）
- 宮城県民共済生活協同組合（本部：仙台市）
- みやぎ県南医療生活協同組合（本部：柴田郡柴田町）
- 宮城県高齢者生活協同組合（本部：仙台市）
- 宮城県警友会消費生活協同組合（本部：仙台市）
- 東北大学生活協同組合（本部：仙台市）
- 宮城教育大学生活協同組合（本部：仙台市）
- 東北工業大学生活協同組合（本部：仙台市）
- 宮城大学生活協同組合（本部：黒川郡大和町）
- 東北学院大学生活協同組合（本部：仙台市）
- 尚絅学院大学生活協同組合（本部：名取市）
- 宮城学院生活協同組合（本部：仙台市）
- 大学生協みやぎインターカレッジコープ（本部：仙台市）

#### 秋田県
- 秋田県民共済生活協同組合（本部：秋田市）
- 秋田県労働者共済生活協同組合（本部：秋田市）
- 秋田県勤労者住宅生活協同組合（本部：秋田市）
- 秋田県民共済生活協同組合（本部：秋田市）
- 生活協同組合コープあきた（本部：秋田市）
- 秋田県高齢者・障害者生活協同組合（本部：秋田市）
- 秋田県学校生活協同組合（本部：秋田市）
- 秋田県職員消費生活協同組合（本部：秋田市）
- 秋田大学生活協同組合（本部：秋田市）
- 中通生活協同組合（本部：秋田市）

#### 山形県
- 生活協同組合共立社（本部：鶴岡市）
- 生活クラブやまがた生活協同組合（本部：米沢市）
- 山形県勤労者共済生活協同組合（本部：山形市）
- 庄内医療生活協同組合（本部：鶴岡市）
- 山形県労働者住宅生活協同組合（本部：山形市）
- 酒田健康生活協同組合（本部：酒田市）
- やまがた保健生活協同組合（本部：山形市）
- 山形県高齢者福祉生活協同組合（本部：鶴岡市）
- 山形県民共済生活協同組合（本部：山形市）
- 山形県学校生活協同組合（本部：山形市）
- 山形県警察職員消費生活協同組合（本部：山形市）
- 山形大学生活協同組合（本部：山形市）
- ふれあい生活協同組合（本部：山形市）
- 余目町農業協同組合（本所：東田川郡庄内町） -他（オブザーバー参加）

#### 福島県
- 生活協同組合あいコープふくしま（本部：郡山市）
- 生活協同組合コープあいづ（本部：喜多方市）
- 生活協同組合パルシステム福島（本部：いわき市）
- 生活クラブふくしま生活協同組合（本部：福島市）
- 福島医療生活協同組合（本部：福島市）
- 福島中央市民医療生活協同組合（本部：福島市）
- 郡山医療生活協同組合（本部：郡山市）
- 会津医療生活協同組合（本部：会津若松市）
- 浜通り医療生活協同組合（本部：いわき市）
- 福島県住宅生活協同組合（本部：福島市）
- 福島県中央住宅生活協同組合（本部：郡山市）
- 福島県労働者共済生活協同組合（本部：福島市）
- 福島県民共済生活協同組合（本部：福島市）
- 福島大学生活協同組合（本部：福島市）
- 福島製鋼生活協同組合（本部：福島市）

### 関東・東京地方

#### 茨城県
- 茨城県勤労者共済生活協同組合（本部：水戸市）
- いばらきコープ生活協同組合（本部：水戸市）
- 茨城保健生活協同組合（本部：水戸市）
- 茨城県民生活協同組合（本部：古河市）
- 常総生活協同組合（本部：守谷市）
- 生活クラブ生活協同組合（本部：牛久市）
- 筑波学生教職員生活協同組合（本部：つくば市）
- いばらきよつ葉生活協同組合（本部：結城市）
- 茨城県学校生活協同組合（本部：水戸市）
- 茨城県庁生活協同組合（本部：水戸市）
- 茨城大学生活協同組合（本部：水戸市）
- すゞ陽生活協同組合（本部：水戸市）
- 取手市職員生活協同組合（本部：取手市）
- 産業技術総合研究所生活協同組合（本部：つくば市）
- 茨城キリスト教学園生活協同組合（つくば市）
- 生活協同組合パルシステム茨城 栃木（本部：水戸市）

#### 栃木県
- 足尾銅山生活協同組合三養会（本部：日光市）
- 富士重工宇都宮生活協同組合（本部：宇都宮市）
- 栃木県職員生活協同組合（本部：宇都宮市）
- 宇都宮市職員生活協同組合（本部：宇都宮市）
- 栃木県農協連職員生活協同組合（本部：宇都宮市）
- 住友大阪セメント栃木生活協同組合（本部：佐野市）
- ブリヂストン那須グループ生活協同組合（本部：那須塩原市）
- 宇都宮大学消費生活協同組合（本部：宇都宮市）
- 足利工業大学生活協同組合（本部：足利市）
- 栃木県学校生活協同組合（本部：宇都宮市）
- 栃木県労働者消費生活協同組合（本部：宇都宮市）
- とちぎコープ生活協同組合（本部：宇都宮市）
- とちぎよつ葉生活協同組合（本部：小山市）
- 生活クラブ生活協同組合（本部：宇都宮市）
- 栃木県保健医療生活協同組合（本部：宇都宮市）
- 栃木県労働者共済生活協同組合（本部：宇都宮市）
- 栃木県民共済生活協同組合（本部：宇都宮市）

#### 群馬県
- 東和銀行生活協同組合（本部：前橋市）
- 群馬中央医療生活協同組合（本部：前橋市）
- はるな生活協同組合（本部：高崎市）
- 北毛保健生活協同組合（本部：渋川市）
- 群馬県共済生活協同組合（本部：前橋市）
- 生活協同組合コープぐんま（本部：桐生市）
- 群馬県労働者生活協同組合（本部：前橋市）
- ぐんま自然派生活協同組合（本部：伊勢崎市）
- 利根保健生活協同組合（本部：沼田市）
- 群馬県民共済生活協同組合（本部：前橋市）
- 生活クラブ生活協同組合（本部：佐波郡玉村町）
- ぐんまよつ葉生活協同組合（本部：太田市）
- 群馬県高齢者生活協同組合（本部：前橋市）
- 生活協同組合パルシステム群馬（本部：高崎市）
- 群馬県庁生活協同組合（本部：前橋市）
- 群馬県学校生活協同組合（本部：前橋市）
- 富士重工業群馬製作所生活協同組合（本部：太田市）
- 群馬大学生活協同組合（本部：前橋市）
- 前橋工科大学生活協同組合（本部：前橋市）
- 高崎経済大学生活協同組合（本部：高崎市）
- 生活協同組合学園マイネ（本部：高崎市）
- 太田情報・医療・自動車専門学校生活協同組合（本部：太田市）

#### 埼玉県
- 生活協同組合パルシステム埼玉（本部：蕨市）
- 生活協同組合コープみらい（本部：さいたま市）
- 埼玉県労働者共済生活協同組合（本部：さいたま市）
- 埼玉県民共済生活協同組合（本部：さいたま市）
- 埼玉大学生活協同組合（本部：さいたま市）
- 花菱縫製生活協同組合（本部：さいたま市）
- 埼玉県労働者住宅生活協同組合（本部：さいたま市）
- 日本ピストンリング生活協同組合（本部：さいたま市）
- 生活協同組合・さいたま高齢協（本部：さいたま市）
- 曙ブレーキ岩槻生活協同組合（本部：さいたま市）
- さいたま住宅生活協同組合（本部：さいたま市）
- 生活クラブ生活協同組合（本部：さいたま市）
- 大東文化学園生活協同組合（本部：東松山市）
- 医療生協さいたま生活協同組合（本部：川口市）
- 埼玉県勤労者生活協同組合（本部：川口市）
- 富士重工業（株）埼玉生活協同組合（本部：北本市）
- 跡見学園女子大学生活協同組合（本部：新座市）
- 十文字学園生活協同組合（本部：新座市）
- 淑徳大学みずほ台生活協同組合（本部：入間郡三芳町）
- 子どものその保育生活協同組合（本部：ふじみ野市）
- 埼玉医療生活協同組合（本部：羽生市）

#### 千葉県
- 新日軽生活協同組合（本部：船橋市）
- 京成電鉄生活協同組合（本部：習志野市）
- 千葉県勤労者共済生活協同組合（本部：千葉市）
- 千葉県民共済生活協同組合（本部：船橋市）
- なのはな生活協同組合（本部：千葉市）
- 生活クラブ生活協同組合（本部：千葉市）
- 生活協同組合パルシステム千葉（本部：船橋市）
- 生活協同組合我孫子生活センター（本部：我孫子市）
- ぼうそう生活協同組合（本部：木更津市）
- 千葉消費者住宅生活協同組合（本部：千葉市）
- 千葉県高齢者生活協同組合（本部：千葉市）
- ヤマサ醤油生活協同組合（本部：銚子市）
- 千葉県庁生活協同組合（本部：千葉市）
- 三井造船千葉生活協同組合（本部：市原市）
- 千葉県学校生活協同組合（本部：千葉市）
- 東邦大学消費生活協同組合（本部：船橋市）
- 千葉大学生活協同組合（本部：千葉市）
- 千葉商科大学生活協同組合（本部：市川市）

#### 東京都
- 全日本自治体労働者共済生活協同組合（本部：千代田区）
- 電気通信産業労働者共済生活協同組合（本部：千代田区）
- 教職員共済生活協同組合（本部：新宿区）
- 日本郵政グループ労働者共済生活協同組合（本部：文京区）
- 全日本たばこ産業労働者共済生活協同組合（本部：港区）
- 全国森林関連産業労働者共済生活協同組合（本部：文京区）
- 全国特定郵便局長生活協同組合（本部：港区）
- 全国酒販生活協同組合（本部：目黒区）
- 全国たばこ販売生活協同組合（本部：港区）
- 日本塩業生活協同組合（本部：千代田区）
- 全国町村職員生活協同組合（本部：千代田区）
- 生活協同組合 全国都市職員災害共済会（本部：千代田区）
- 警察職員生活協同組合（本部：千代田区）
- 全国電機販売生活協同組合（本部：文京区）
- 防衛省職員生活協同組合（本部：千代田区）
- 全国漁業無線従事者生活協同組合（本部：千代田区）
- 横浜ゴム生活協同組合（本部：港区）
- トッパングループ生活協同組合（本部：台東区）
- JAL生活協同組合（本部：大田区）
- 全国交通運輸産業労働者共済生活協同組合（本部：杉並区）
- トーハン生活協同組合（本部：新宿区）
- 東電生活協同組合（本部：港区）
- 生活協同組合全日本消防人共済会（本部：港区）
- 全日本水道労働者共済生活協同組合（本部：文京区）
- 電源開発生活協同組合（本部：中央区）
- 農林水産省職員生活協同組合（本部：港区）
- 東京農業大学生活協同組合（本部：世田谷区）
- 法政大学生活協同組合（本部：新宿区）
- 慶應義塾生活協同組合（本部：港区）
- 東京医科歯科大学生活協同組合（本部：文京区）
- 芝浦工業大学消費生活協同組合（本部：江東区）
- 東京工業大学生活協同組合（本部：目黒区）
- 東洋大学生活協同組合（本部：文京区）
- 日本無線生活協同組合（本部：三鷹市）
- 明治学院消費生活協同組合（本部：港区）
- 國學院大學生活協同組合（本部：渋谷区）
- 早稲田大学生活協同組合（本部：新宿区）
- 日本女子大学生活協同組合（本部：文京区）
- 東京芸術大学生活協同組合（本部：台東区）
- 東京電機大学生活協同組合（本部：千代田区）
- シチズン生活協同組合（本部：西東京市）
- 共同印刷生活協同組合（本部：文京区）
- 東京大学消費生活協同組合（本部：文京区）
- 東京理科大学消費生活協同組合（本部：新宿区）
- 昭和大学生活協同組合（本部：品川区）
- パーカー生活協同組合（本部：中野区）
- 気象庁生活協同組合（本部：千代田区）
- 宮内庁生活協同組合（本部：千代田区）
- 東京書籍印刷生活協同組合（本部：北区）
- 蛇の目消費生活協同組合（本部：八王子市）
- 国際電気生活協同組合（本部：羽村市）
- 富士重工業三鷹生活協同組合（本部：三鷹市）
- 岩崎通信機消費生活協同組合（本部：杉並区）
- ブリヂストン小平生活協同組合（本部：小平市）
- 農林漁業中央団体生活協同組合（本部：千代田区）
- 東京都学校生活協同組合（本部：板橋区）
- 東京都区職員生活協同組合（本部：豊島区）
- 関東管区警察学校消費生活協同組合（本部：小平市）
- 中央大学生活協同組合（本部：八王子市）
- 東京外国語大学生活協同組合（本部：府中市）
- 一橋大学消費生活協同組合（本部：国立市）
- 東京都立大学生活協同組合（本部：八王子市）
- 東京海洋大学生活協同組合（本部：港区）
- 東京農工大学消費生活協同組合（本部：府中市）
- 東京経済大学生活協同組合（本部：国分寺市）
- お茶の水女子大学消費生活協同組合（本部：文京区）
- 電気通信大学生活協同組合（本部：調布市）
- 東京学芸大学生活協同組合（本部：小金井市）
- 武蔵学園生活協同組合（本部：練馬区）
- 日本社会事業大学生活協同組合（本部：清瀬市）
- 和光学園生活協同組合（本部：町田市）
- 津田塾大学生活協同組合（本部：小平市）
- 桜美林学園消費生活協同組合（本部：町田市）
- 東京薬科大学生活協同組合（本部：八王子市）
- 工学院大学学園生活協同組合（本部：新宿区）
- 日本獣医生命科学大学生活協同組合（本部：武蔵野市）
- 東邦大学生活協同組合（本部：大田区）
- 白梅学園生活協同組合（本部：小平市）
- 明治薬科大学生活協同組合（本部：清瀬市）
- 星薬科大学生活協同組合（本部：品川区）
- 東京工業高等専門学校生活協同組合（本部：八王子市）
- 東京赤十字看護大学生活協同組合（本部：渋谷区）
- 都南消費生活協同組合（本部：品川区）
- 砧生活協同組合 （本部：世田谷区）
- 小笠原消費生活協同組合（本部：小笠原村）
- 生活協同組合パルシステム東京（本部：新宿区）
- 生活クラブ生活協同組合（本部：世田谷区）
- 東京南部生活協同組合（本部：大田区）
- 東都生活協同組合（本部：世田谷区）
- 自然派くらぶ生活協同組合（本部：八王子市）
- 生活協同組合向陽社（本部：板橋区）
- 医療従事者生活協同組合（本部：中央区）
- 生活協同組合東京インターカレッジコープ（本部：渋谷区）
- 23区南生活クラブ生活協同組合（本部：世田谷区）
- 北東京生活クラブ生活協同組合（本部：練馬区）
- 多摩きた生活クラブ生活協同組合（本部：東村山市）
- 多摩南生活クラブ生活協同組合（本部：町田市）
- 東京西南文化福祉自動車交通生活協同組合（本部：目黒区）
- 生活協同組合・東京高齢協（本部：豊島区）
- 東京健康長寿生活協同組合（本部：新宿区）
- 生活協同組合コープランド東京（本部：渋谷区）
- 荻窪生活協同組合（本部：杉並区）
- 足立区大韓生活協同組合（本部：足立区）
- 韓国人豊島生活協同組合（本部：豊島区）
- 松沢生活協同組合 （世田谷区）
- 東京西部保健生活協同組合（本部：杉並区）
- 目黒医療生活協同組合（本部：目黒区）
- 生活協同組合多摩相互病院（本部：八王子市）
- 東京医療生活協同組合（本部：中野区）
- 医療生活協同組合高田馬場診療所（本部：新宿区）
- 東京保健生活協同組合（本部：文京区）
- 医療生活協同組合早稲田診療所（本部：新宿区）
- 東京ふれあい医療生活協同組合（本部：北区）
- 東京葛飾医療生活協同組合（本部：葛飾区）
- 協立医療生活協同組合（本部：葛飾区）
- 渋谷医療生活協同組合（本部：渋谷区）
- 西都保健生活協同組合（本部：清瀬市）
- いずみ医療生活協同組合（本部：練馬区）
- 三多摩医療生活協同組合（本部：国分寺市）
- 城南保健生活協同組合（本部：大田区）
- 医療生活協同組合養生会（本部：文京区）
- 足立医療生活協同組合（本部：足立区）
- 医療生活協同組合健康家族クラブ（本部：調布市）
- すずしろ医療生活協同組合（本部：練馬区）
- 北多摩中央医療生活協同組合（本部：小金井市）
- 八王子保健生活協同組合（本部：八王子市）
- 東京ほくと医療生活協同組合（本部：北区）
- 新宿消費生活協同組合（本部：葛飾区）
- 東京共済生活協同組合（本部：品川区）
- 生活協同組合都民共済会（本部：中央区）
- 東京労働者共済生活協同組合（本部：新宿区）
- 東京都民共済生活協同組合（本部：豊島区）
- 生活協同組合東京住宅供給センター（本部：新宿区）
- 生活協同組合・消費者住宅センター（本部：中野区）
- 東京俳優生活協同組合（本部：渋谷区）
- 福寿荘生活協同組合（本部：大田区）

#### 神奈川県
- 全日本海員生活協同組合（本部：横浜市）
- 富士フイルム生活協同組合（本部：南足柄市）
- IHI生活協同組合（本部：横浜市）
- 東京工芸大学生活協同組合（本部：厚木市）
- 生活協同組合ユーコープ（本部：横浜市）
- 神奈川みなみ医療生活協同組合（本部：横須賀市）
- 横浜市民共済生活協同組合（本部：横浜市）
- 神奈川県総合生活協同組合（本部：横浜市）
- 神奈川県労働者共済生活協同組合（本部：横浜市）
- 医療生協かながわ生活協同組合（本部：横浜市）
- 川崎医療生活協同組合（本部：川崎市）
- 生活クラブ生活協同組合（本部：横浜市）
- 神奈川県民共済生活協同組合（本部：横浜市）
- 神奈川北央医療生活協同組合（本部：相模原市）
- 生活協同組合パルシステム神奈川ゆめコープ（本部：横浜市）
- 神奈川県勤労者医療生活協同組合（本部：横浜市）
- 県民生活協同組合やまゆり（本部：海老名市）
- 浦賀生活協同組合（本部：横須賀市）
- 生活協同組合ナチュラルコープヨコハマ（本部：横浜市）
- 福祉クラブ生活協同組合（本部：横浜市）
- 神奈川県高齢者生活協同組合（本部：横浜市）
- 横浜北生活クラブ生活協同組合（本部：横浜市）
- 横浜みなみ生活クラブ生活協同組合（本部：横浜市）
- かわさき生活クラブ生活協同組合（本部：川崎市）
- 湘南生活クラブ生活協同組合（本部：茅ヶ崎市）
- さがみ生活クラブ生活協同組合（本部：相模原市）
- ブリヂストン横浜生活協同組合（本部：横浜市）
- 昭和電工川崎生活協同組合（本部：川崎市）
- 横浜市立大学生活協同組合（本部：横浜市）
- 横浜国立大学生活協同組合（本部：横浜市）
- パイロット平塚生活協同組合（本部：平塚市）
- 麻布大学生活協同組合（本部：相模原市）
- 神奈川大学生活協同組合（本部：横浜市）
- 横浜消防生活協同組合（本部：横浜市）
- 職業能力開発総合大学校生活協同組合（本部：相模原市）
- 川崎市職員生活協同組合（本部：川崎市）
- 宇宙科学研究本部生活協同組合（本部：相模原市）
- 神奈川県立外語短期大学消費生活協同組合（本部：横浜市）
- 相模原市職員生活協同組合（本部：相模原市）

### 中部地方

#### 新潟県
- 新潟県学校生活協同組合（本部：新潟市）
- ニイガタ・生活協同組合（本部：新潟市）
- 新潟県職員生活協同組合（本部：新潟市）
- 新潟大学生活協同組合（本部：新潟市）
- 上越市職員生活協同組合（本部：上越市）
- 新潟市職員生活協同組合（本部：新潟市）
- 新潟県立大学生活協同組合（本部：新潟市）
- 新潟青陵大学・短期大学生活協同組合（本部：新潟市）
- 下早川水道消費生活協同組合（本部：糸魚川市）
- 越生活協同組合（本部：糸魚川市）
- 新潟市火災共済生活協同組合（本部：新潟市）
- 白根保健生活協同組合（本部：新潟市）
- 新潟県総合生活協同組合（本部：新潟市）
- 栄ガス消費生活協同組合（本部：三条市）
- 新潟医療生活協同組合（本部：新潟市）
- 新潟県民共済生活協同組合（本部：新潟市）
- 生活協同組合コープデリにいがた（本部：新潟市）
- ながおか医療生活協同組合（本部：長岡市）
- ささえあいコミュニティ生活協同組合新潟（本部：新潟市）

#### 富山県
- 北陸電力生活協同組合（本部：富山市）
- 荒木消費生活協同組合（本部：南砺市）
- 富山県労働者共済生活協同組合（本部：富山市）
- 富山医療生活協同組合（本部：富山市）
- 富山県勤労者住宅生活協同組合（本部：富山市）
- とやま生活協同組合（本部：富山市）
- 富山県高齢者・障害者福祉生活協同組合（本部：富山市）
- 富山県民共済生活協同組合（本部：富山市）
- 不二越消費生活協同組合（本部：富山市）
- 高岡市役所職員消費生活協同組合（本部：高岡市）
- 富山県学校生活協同組合（本部：富山市）
- 富山大学生活協同組合（本部：富山市）
- 伏木港湾労働者生活協同組合（本部：高岡市）
- ST生活協同組合（本部：高岡市）
- 富山県庁職員生活協同組合（本部：富山市）
- 富山県立大学生活協同組合（本部：射水市）
- 富山高等専門学校生活協同組合（本部：射水市）

#### 石川県
- 生活協同組合コープやまなか（本部：加賀市）
- 金沢市民共済生活協同組合（本部：金沢市）
- 石川県勤労者共済生活協同組合（本部：金沢市）
- 石川県勤労者住宅生活協同組合（本部：金沢市）
- 生活協同組合コープいしかわ（本部：白山市）
- 金沢医療生活協同組合（本部：金沢市）
- 石川県民共済生活協同組合（本部：金沢市）
- 石川県学校生活協同組合（本部：河北郡津幡町）
- 倉庫精練生活協同組合（本部：金沢市）
- 金沢大学生活協同組合（本部：金沢市）
- 石川工業高等専門学校生活協同組合（本部：河北郡津幡町）

#### 福井県
- 福井県労働者共済生活協同組合（本部：福井市）
- 菅浜生活協同組合（本部：三方郡美浜町）
- 福井県医療生活協同組合（本部：福井市）
- 福井県民生活協同組合（本部：福井市）
- 福井県地域共済生活協同組合（本部：福井市）
- 福井県庁生活協同組合（本部：福井市）
- 福井県学校生活協同組合（本部：福井市）
- 福井大学生活協同組合（本部：福井市）
- 福井県民共済生活協同組合（本部：福井市）

#### 山梨県
- 生活協同組合コープやまなし（本部：甲府市）
- 生活クラブ生活協同組合（本部：甲府市）
- 山梨県労働者共済生活協同組合（本部：甲府市）
- 山梨大学生活協同組合（本部：甲府市）
- シチズンセイミツ生活協同組合（本部：南都留郡富士河口湖町）
- 都留文科大学生活協同組合（本部：都留市）
- 富士吉田市職員生活協同組合（本部：富士吉田市）
- 生活協同組合パルシステム山梨（本部：甲府市）

#### 長野県
- セイコーエプソン生活協同組合（本部：諏訪市）
- 東信医療生活協同組合（本部：上田市）
- 生活クラブ生活協同組合（本部：岡谷市）
- 上伊那医療生活協同組合（本部：上伊那郡箕輪町）
- 更埴美容生活協同組合（本部：長野市）
- 長野県労働者共済生活協同組合（本部：長野市）
- 長野医療生活協同組合（本部：長野市）
- 生活協同組合コープながの（本部：長野市）
- 長野県労働者住宅生活協同組合（本部：長野市）
- 長野県民共済生活協同組合（本部：長野市）
- 長野県高齢者生活協同組合（本部：長野市）
- 上田日本無線生活協同組合（本部：上田市）
- 長野大学生活協同組合（本部：上田市）
- 長野県看護大学生活協同組合（本部：駒ヶ根市）
- 木曽病院生活協同組合（本部：木曽郡木曽町）
- 信州大学生活協同組合（本部：松本市）
- 松本大学生活協同組合（本部：松本市）
- 長野市役所生活協同組合（本部：長野市）
- 長野県庁生活協同組合（本部：長野市）
- 双葉生活協同組合（本部：長野市）
- 長野県高等学校生活協同組合（本部：長野市）
- 長野日本無線生活協同組合（本部：長野市）
- 長野県警察生活協同組合（本部：長野市）
- 長野県短期大学生活協同組合（本部：長野市）
- 長野教育生活協同組合（本部：長野市）
- 清泉女学院生活協同組合（本部：長野市）

#### 岐阜県
- 西濃医療生活協同組合（本部：大垣市）
- 岐阜市立女子短期大学生活協同組合（本部：岐阜市）
- 日本耐酸壜生活協同組合（本部：大垣市）
- 岐阜大学消費生活協同組合（本部：岐阜市）
- 生活協同組合コープぎふ（本部：各務原市）
- 岐阜県立多治見病院消費生活協同組合（本部：多治見市）
- 三菱電機中津川生活協同組合（本部：中津川市）
- 岐阜県労働者共済生活協同組合（本部：岐阜市）
- 岐阜県民共済生活協同組合（本部：岐阜市）
- KYB岐阜生活協同組合（本部：可児市）
- 小里消費生活協同組合（本部：瑞浪市）
- 養老水道消費生活協同組合（本部：養老郡養老町）
- 岐阜県生活協同組合（本部：岐阜市）
- 岐阜県学校生活協同組合（本部：岐阜市）

#### 静岡県
- スズキ生活協同組合（本部：浜松市）
- 静岡県民共済生活協同組合（本部：静岡市）
- 伊豆山仲道生活協同組合（本部：熱海市）
- 伊豆山浜生活協同組合（本部：熱海市）
- 渚浴場生活協同組合（本部：熱海市）
- 伊豆山岸谷生活協同組合（本部：熱海市）
- 日本軽金属株式会社蒲原工場消費生活協同組合（本部：静岡市）
- 静岡大学生活協同組合（本部：静岡市）
- 賀茂地区学校生活協同組合（本部：下田市）
- 東豆地区学校生活協同組合（本部：伊東市）
- 田方地区学校生活協同組合（本部：伊豆の国市）
- 三島地区学校生活協同組合（本部：三島市）
- 富士地区学校生活協同組合（本部：富士市）
- 静岡県駿沼学校生活協同組合（本部：沼津市）
- 庵原地区学校生活協同組合（本部：庵原郡富士川町）
- 清水地区学校生活協同組合（本部：静岡市）
- 静岡市地区学校生活協同組合（本部：静岡市）
- 志太地区学校生活協同組合（本部：藤枝市）
- 小笠地区学校生活協同組合（本部：掛川市）
- 磐田・周智地区学校生活協同組合（本部：磐田市）
- 浜松市学校生活協同組合（本部：浜松市）
- 浜名地区学校生活協同組合（本部：浜松市）
- 引佐郡学校生活協同組合（本部：浜松市）
- 生活クラブ生活協同組合（本部：沼津市）
- 静岡県教職員生活協同組合（本部：静岡市）
- 静岡県労働者共済生活協同組合（本部：静岡市）
- 浜北医療生活協同組合（本部：浜松市）
- 生活協同組合パルシステム静岡（本部：駿東郡長泉町）

#### 愛知県
- 中部電力生活協同組合（本部：名古屋市）
- トヨタ生活協同組合（本部：豊田市）
- トヨタ車体生活協同組合（本部：刈谷市）
- 一宮生活協同組合（本部：一宮市）
- 生活協同組合コープあいち（本部：名古屋市）
- かりや愛知中央生活協同組合（本部：刈谷市）
- あいち生活協同組合（本部：名古屋市）
- 生活クラブ生活協同組合（本部：名古屋市）
- 愛知県高齢者生活協同組合（本部：名古屋市）
- 西三河生活協同組合（本部：西尾市）
- 高蔵寺ニュータウン生活協同組合（本部：春日井市）
- 生活協同組合インターカレッジコープ愛知（本部：名古屋市）
- みなと医療生活協同組合（本部：名古屋市）
- 南医療生活協同組合（本部：名古屋市）
- 北医療生活協同組合（本部：名古屋市）
- 愛知県労働者住宅生活協同組合（本部：名古屋市）
- 名古屋市民火災共済生活協同組合（本部：名古屋市）
- 愛知県労働者共済生活協同組合（本部：名古屋市）
- 愛知県共済生活協同組合（本部：名古屋市）
- 県民共済愛知県生活協同組合（本部：名古屋市）
- 愛知県学校生活協同組合（本部：名古屋市）
- オークマ生活協同組合（本部：丹羽郡大口町）
- 愛知県警察職員生活協同組合（本部：名古屋市）
- 中央発條生活協同組合（本部：名古屋市）
- アイアイ生活協同組合（本部：稲沢市）
- 住友ゴム工業名古屋生活協同組合（本部：豊田市）
- 愛知県職員生活協同組合（本部：名古屋市）
- こじま生活協同組合（本部：豊田市）
- エイデングループ生活協同組合（本部：名古屋市）
- 愛知県勤務医師生活協同組合（本部：名古屋市）
- 名古屋大学消費生活協同組合（本部：名古屋市）
- 日本福祉大学生活協同組合（本部：知多郡美浜町）
- 名古屋工業大学生活協同組合（本部：名古屋市）
- 愛知県立大学生活協同組合（本部：長久手市）
- 愛知大学名古屋生活協同組合（本部：みよし市）
- 愛知大学豊橋消費生活協同組合（本部：豊橋市）
- 名古屋市立大学生活協同組合（本部：名古屋市）
- 愛知教育大学生活協同組合（本部：刈谷市）
- 同朋学園生活協同組合（本部：名古屋市）
- 中京大学生活協同組合（本部：名古屋市）
- 名城大学生活協同組合（本部：名古屋市）
- 愛知県立看護大学生活協同組合（本部：名古屋市）
- 自然科学研究機構岡崎生活協同組合（本部：岡崎市）
- 金城学院大学生活協同組合（本部：名古屋市）

### 近畿地方

#### 三重県
- 三重県学校生活協同組合（本部：津市）
- 西大手消費生活協同組合（本部：伊賀市）
- 二見町今一色生活協同組合（本部：伊勢市）
- 津医療生活協同組合（本部：津市）
- 三重県労働者共済生活協同組合（本部：津市）
- 桑名医療生活協同組合（本部：桑名市）
- 三重県労働者住宅生活協同組合（本部：津市）
- 生活協同組合コープみえ（本部：松阪市）
- 伊勢度会医療生活協同組合（本部：伊勢市）
- 四日市医療生活協同組合（本部：四日市市）
- むろ医療生活協同組合（本部：尾鷲市）
- 三重県健康福祉生活協同組合（本部：松阪市）
- 三重県民共済生活協同組合（本部：津市）
- 三重大学生活協同組合（本部：津市）
- 三重短期大学生活協同組合（本部：津市）
- 三重県立看護大学生活協同組合（本部：津市）

#### 滋賀県
- 滋賀県勤労者共済生活協同組合（本部：大津市）
- 滋賀県勤労者住宅生活協同組合（本部：大津市）
- 生活協同組合コープしが（本部：野洲市）
- 滋賀県民共済生活協同組合（本部：守山市）
- しが健康医療生活協同組合（本部：栗東市）
- 滋賀県高齢者生活協同組合（本部：栗東市）
- 滋賀大学彦根地区生活協同組合（本部：彦根市）
- 滋賀大学大津地区生活協同組合（本部：大津市）
- 滋賀県立大学生活協同組合（本部：彦根市）
- ブリヂストン彦根生活協同組合（本部：彦根市）
- 滋賀県職員生活協同組合（本部：大津市）
- 滋賀医科大学生活協同組合（本部：大津市）

#### 京都府
- 立命館生活協同組合（本部：京都市）
- 龍谷大学生活協同組合（本部：京都市）
- 京都医療生活協同組合（本部：京都市）
- 芦生生活協同組合（本部：南丹市）
- 全京都勤労者共済生活協同組合（本部：京都市）
- 京都生活協同組合（本部：京都市）
- 京都労福協旅行生活協同組合（本部：京都市）
- 京都府民共済生活協同組合（本部：京都市）
- 乙訓医療生活協同組合（本部：向日市）
- 生活協同組合エル・コープ（本部：京都市）
- やましろ健康医療生活協同組合（本部：宇治市）
- 京都ウェルネス生活協同組合（本部：京都市）
- 京都大学生活協同組合（本部：京都市）
- 同志社生活協同組合（本部：京都市）
- 京都府立医科大学府立大学生活協同組合（本部：京都市）
- 京都教育大学生活協同組合（本部：京都市）
- 京都工芸繊維大学生活協同組合（本部：京都市）
- 京都府庁生活協同組合（本部：京都市）
- 京都橘学園生活協同組合（本部：京都市）
- 池坊学園生活協同組合（本部：京都市）
- 京都経済短期大学生活協同組合（本部：京都市）
- 生活協同組合コープ自然派京都（本部：久世郡久御山町）

#### 大阪府
- 日本触媒生活協同組合（本部：吹田市）
- 関西電力生活協同組合（本部：大阪市）
- ダイハツ生活協同組合（本部：池田市）
- 平安女学院生活協同組合（本部：高槻市）
- 近畿大学生活協同組合（本部：東大阪市）
- 泉南生活協同組合（本部：泉南市）
- 北摂・高槻生活協同組合（本部：高槻市）
- 生活協同組合エスコープ大阪（本部：堺市）
- 大阪いずみ市民生活協同組合（本部：堺市）
- 生活協同組合おおさかパルコープ（本部：大阪市）
- 大阪よどがわ市民生活協同組合（本部：吹田市）
- 大阪韓国人生活協同組合（本部：大阪市）
- 生活協同組合コープ自然派ピュア大阪（本部：摂津市）
- 大阪高齢者生活協同組合（本部：大阪市）
- グリーンコープ生活協同組合おおさか（本部：吹田市）
- 矢田生活協同組合（本部：大阪市）
- 部落解放浪速地区消費生活協同組合（本部：大阪市）
- 部落解放生江地区消費生活協同組合（本部：大阪市）
- 部落解放蛇草地区消費生活協同組合（本部：東大阪市）
- 部落解放南方地区消費生活協同組合（本部：大阪市）
- 北大阪医療生活協同組合（本部：大阪市）
- よどがわ保健生活協同組合（本部：大阪市）
- なにわ保健生活協同組合（本部：大阪市）
- 堺医療生活協同組合（本部：堺市）
- 福島医療生活協同組合（本部：大阪市）
- 医療生協かわち野生活協同組合（本部：東大阪市）
- 生活協同組合ヘルスコープおおさか（本部：大阪市）
- 北野田医療生活協同組合（本部：堺市）
- 羽曳野医療生活協同組合（本部：羽曳野市）
- 西成医療生活協同組合（本部：大阪市）
- 大正医療生活協同組合（本部：大阪市）
- 豊中医療生活協同組合（本部：豊中市）
- 大東四條畷保健生活協同組合（本部：大東市）
- 港医療生活協同組合（本部：大阪市）
- 南大阪医療生活協同組合（本部：大阪市）
- けいはん医療生活協同組合（本部：寝屋川市）
- 阪南医療生活協同組合（本部：岸和田市）
- 全大阪労働者共済生活協同組合（本部：大阪市）
- 大阪市民共済生活協同組合（本部：大阪市）
- 大阪府民共済生活協同組合（本部：大阪市）
- 大阪ゆとり生活協同組合（本部：大阪市）
- 住友金属生活協同組合（本部：大阪市）
- 住友化学大阪生活協同組合（本部：大阪市）
- 大阪学校生活協同組合（本部：大阪市）
- 近畿管区警察学校消費生活協同組合（本部：堺市）
- 大阪府職員生活協同組合（本部：大阪市）
- 大阪法務局生活協同組合（本部：大阪市）
- 関西大学生活協同組合（本部：吹田市）
- 大阪大学生活協同組合（本部：豊中市）
- 大阪公立大学生活協同組合（本部：大阪市）
- 大阪経済大学生活協同組合（本部：大阪市）
- 桃山学院大学生活協同組合（本部：和泉市）
- 大阪工業大学消費生活協同組合（本部：大阪市）
- 大阪外国語大学生活協同組合（本部：箕面市）
- 阪南大学生活協同組合（本部：松原市）
- 大阪電気通信大学生活協同組合（本部：寝屋川市）
- 大阪教育大学生活協同組合（本部：柏原市）
- 大阪千代田短期大学生活協同組合（本部：河内長野市）
- 大学生活協同組合大阪インターカレッジコープ（本部：大阪市）
- 生活クラブ生活協同組合大阪（本部：茨木市）

#### 兵庫県
- 生活協同組合コープこうべ（本部：神戸市）
- 佐曽利消費生活協同組合（本部：宝塚市）
- 生活協同組合都市生活（本部：西宮市）
- 生活協同組合兵庫いきいきコープ（本部：西宮市）
- 生活協同組合コープ自然派兵庫（本部：西宮市）
- グリーンコープ生活協同組合ひょうご（本部：伊丹市）
- 西宮市職員生活協同組合（本部：西宮市）
- 兵庫県学校生活協同組合（本部：神戸市）
- 尼崎信用金庫職員生活協同組合（本部：尼崎市）
- 神戸大学生活協同組合（本部：神戸市）
- 関西学院大学生活協同組合（本部：西宮市）
- 兵庫県立大学東部生活協同組合（本部：神戸市）
- 神戸市外国語大学消費生活協同組合（本部：神戸市）
- 甲南大学生活協同組合（本部：神戸市）
- 兵庫県立大学西部生活協同組合（本部：姫路市）
- 神戸薬科大学生活協同組合（本部：神戸市）
- 神戸親和大学生活協同組合（本部：神戸市）
- 大手前女子大学生活協同組合（本部：西宮市）
- 園田学園女子大学生活協同組合（本部：尼崎市）
- 甲南女子大学生活協同組合（本部：神戸市）
- 神戸医療生活協同組合（本部：神戸市）
- 尼崎医療生活協同組合（本部：尼崎市）
- 阪神医療生活協同組合（本部：尼崎市）
- 兵庫医療生活協同組合（本部：神戸市）
- 宝塚医療生活協同組合（本部：宝塚市）
- 姫路医療生活協同組合（本部：姫路市）
- ろっこう医療生活協同組合（本部：神戸市）
- たじま医療生活協同組合（本部：豊岡市）
- ひまわり医療生活協同組合（本部：尼崎市）
- 神戸市民生活協同組合（本部：神戸市）
- 尼崎市民共済生活協同組合（本部：尼崎市）
- 姫路市民共済生活協同組合（本部：姫路市）
- 西宮市民共済生活協同組合（本部：西宮市）
- 兵庫労働共済生活協同組合（本部：神戸市）
- 兵庫県民共済生活協同組合（本部：神戸市）
- 兵庫ゆとり生活協同組合（本部：尼崎市）
- 兵庫県労働者住宅生活協同組合（本部：神戸市）
- 兵庫震災住宅復興生活協同組合（本部：神戸市）
- 兵庫県高齢者生活協同組合（本部：神戸市）

#### 奈良県
- 市民生活協同組合ならコープ（本部：奈良市）
- 生活協同組合コープ自然派奈良（本部：橿原市）
- 奈良県労働者共済生活協同組合（本部：奈良市）
- 奈良県民共済生活協同組合（本部：奈良市）
- 奈良女子大学生活協同組合（本部：奈良市）
- 奈良教育大学生活協同組合（本部：奈良市）
- 奈良県立大学生活協同組合（本部：奈良市）
- 奈良工業高等専門学校生活協同組合（本部：大和郡山市）
- 大阪樟蔭女子大学関屋キャンパス生活協同組合（本部：香芝市）

#### 和歌山県
- メルスィー生活協同組合（本部：和歌山市）
- 和歌山県学校生活協同組合（本部：和歌山市）
- 和歌山大学消費生活協同組合（本部：和歌山市）
- 和歌山中央医療生活協同組合（本部：和歌山市）
- 和歌山県労働者共済生活協同組合（本部：和歌山市）
- 在日韓国人和歌山県消費生活協同組合（本部：和歌山市）
- 和歌山生活協同組合（本部：和歌山市）
- わかやま市民生活協同組合（本部：和歌山市）
- 紀の国医療生活協同組合（本部：和歌山市）
- 和歌山県立医科大学生活協同組合（本部：和歌山市）
- 高野山大学生活協同組合（本部：伊都郡高野町）
- 和歌山高齢者生活協同組合（本部：和歌山市）
- ふるさとコープ生活協同組合（本部：紀の川市）

### 中国地方

#### 鳥取県
- 鳥取県生活協同組合（本部：鳥取市）
- 鳥取県共済生活協同組合（本部：鳥取市）
- 鳥取医療生活協同組合（本部：鳥取市）
- 米子医療生活協同組合（本部：米子市）
- グリーンコープ生活協同組合とっとり（本部：米子市）
- 鳥取大学生活協同組合（本部：鳥取市）
- 松崎消費生活協同組合（本部：東伯郡湯梨浜町）

#### 島根県
- 松江保健生活協同組合（本部：松江市）
- グリーンコープ生活協同組合（本部：出雲市）
- 島根県労働者共済生活協同組合（本部：松江市）
- 飯美生活協同組合（本部：隠岐郡隠岐の島町）
- ひかわ医療生活協同組合（本部：出雲市）
- 卯敷消費生活協同組合（本部：隠岐郡隠岐の島町）
- 比津が丘消費生活協同組合（本部：松江市）
- 島根県民共済生活協同組合（本部：松江市）
- 島後消費生活協同組合（本部：隠岐郡隠岐の島町）
- 生活協同組合しまね（本部：松江市）
- 老人保健生活協同組合（本部：松江市）
- 島根県学校生活協同組合（本部：松江市）
- 松江赤十字病院院友会消費生活協同組合（本部：松江市）
- 島根大学生活協同組合（本部：松江市）

#### 岡山県
- 本花滝生活協同組合（本部：井原市）
- 岡山医療生活協同組合（本部：岡山市）
- 倉敷医療生活協同組合（本部：倉敷市）
- 生活協同組合おかやまコープ（本部：岡山市）
- 岡山県労働者共済生活協同組合（本部：岡山市）
- 津山医療生活協同組合（本部：津山市）
- 三井造船生活協同組合（本部：玉野市）
- 岡山県民共済生活協同組合（本部：岡山市）
- 岡山県学校生活協同組合（本部：岡山市）
- 岡山県高齢者福祉生活協同組合（本部：岡山市）
- セイレイ工業岡山地区生活協同組合（本部：岡山市）
- 生活協同組合JFEコープ（本部：倉敷市）
- 岡山大学生活協同組合（本部：岡山市）
- グリーンコープ生活協同組合おかやま（本部：岡山市）

#### 広島県
- 中国電力生活協同組合（本部：広島市）
- 竹原生活協同組合（本部：竹原市）
- 生活協同組合ひろしま（本部：広島市）
- 広島中央保健生活協同組合（本部：広島市）
- 広島医療生活協同組合（本部：広島市）
- 福山医療生活協同組合（本部：福山市）
- 広島県住宅生活協同組合（本部：広島市）
- 広島県労働者共済生活協同組合（本部：広島市）
- 広島県民共済生活協同組合（本部：広島市）
- グリーンコープ生活協同組合ひろしま（本部：広島市）
- 三共生活協同組合（本部：世羅郡世羅町）
- 広島県シルバー福祉生活協同組合（本部：福山市）
- ひろしま高齢者生活協同組合（本部：広島市）
- 広島県学校生活協同組合（本部：広島市）
- 日立造船因島生活協同組合（本部：尾道市）
- 広島県高等学校生活協同組合（本部：広島市）
- 広島管区警察学校消費生活協同組合（本部：広島市）
- 広島大学消費生活協同組合（本部：東広島市）
- 広島修道大学生活協同組合（本部：広島市）
- 福山市立大学生活協同組合（本部：福山市）

#### 山口県
- 生活協同組合コープやまぐち（本部：山口市）
- グリーンコープやまぐち生活協同組合（本部：宇部市）
- 岩国市消費生活協同組合（本部：岩国市）
- 山口県共済生活協同組合（本部：山口市）
- 山口県民共済生活協同組合（本部：周南市）
- 医療生活協同組合健文会（本部：宇部市）
- 福祉生活協同組合さんコープ（本部：山口市）
- 東ソー生活協同組合（本部：周南市）
- 山口県学校生活協同組合（本部：山口市）
- 山口大学生活協同組合（本部：山口市）
- 下関市立大学生活協同組合（本部：下関市）
- 梅光学院大学生活協同組合（本部：下関市）
- 水産大学校生活協同組合（本部：下関市）

### 四国地方

#### 徳島県
- 徳島県職員生活協同組合（本部：徳島市）
- 徳島大学生活協同組合（本部：徳島市）
- 生活協同組合とくしま生協（本部：板野郡北島町）
- 徳島県共済生活協同組合（本部：徳島市）
- 生活協同組合徳島県勤労者住宅協会（本部：徳島市）
- 徳島健康生活協同組合（本部：徳島市）
- 生活協同組合コープ自然派しこく（本部：徳島市）
- 徳島県学校生活協同組合（本部：徳島市）

#### 香川県
- 四国電力生活協同組合（本部：高松市）
- 生活協同組合コープかがわ（本部：高松市）
- 香川医療生活協同組合（本部：高松市）
- 香川県労働者共済生活協同組合（本部：高松市）
- 香川県高齢者生活協同組合（本部：高松市）
- 香川県庁消費生活協同組合（本部：高松市）
- 香川県学校生活協同組合（本部：高松市）
- 香川県高等学校消費生活協同組合（本部：高松市）
- 香川県教職員消費生活協同組合（本部：高松市）
- 高松市職員消費生活協同組合（本部：高松市）
- 香川大学生活協同組合（本部：高松市）
- 三菱マテリアル直島生活協同組合（本部：香川郡直島町）
- 四国学院大学生活協同組合（本部：善通寺市）
- 生活協同組合福祉生協かがわ（本部：仲多度郡まんのう町）

#### 愛媛県
- 新居浜医療生活協同組合（本部：新居浜市）
- 愛媛医療生活協同組合（本部：松山市）
- 生活協同組合コープえひめ（本部：松山市）
- 松山医療生活協同組合（本部：松山市）
- 愛媛県共済生活協同組合（本部：松山市）
- 生活協同組合愛媛県労働者住宅協会（本部：松山市）
- 愛媛有機農産生活協同組合（本部：松山市）
- 大王製紙消費生活協同組合（本部：四国中央市）
- 宇摩学校生活協同組合（本部：四国中央市）
- 新居浜市学校生活協同組合（本部：新居浜市）
- 西条学校生活協同組合（本部：西条市）
- 周桑学校生活協同組合（本部：西条市）
- 今治越智学校生活協同組合（本部：今治市）
- 創精会消費生活協同組合（本部：松山市）
- 愛媛県職員消費生活協同組合（本部：松山市）
- 松山市職員生活協同組合（本部：松山市）
- 井関農機消費生活協同組合（本部：松山市）
- 愛媛新聞消費生活協同組合（本部：松山市）
- 松山大学生活協同組合（本部：松山市）
- 愛媛大学生活協同組合（本部：松山市）
- 松山東雲女子大学・松山東雲短期大学生活協同組合（本部：松山市）
- 愛媛県高等学校生活協同組合（本部：松山市）
- 松山市学校生活協同組合（本部：松山市）
- 学校生活協同組合節約会（本部：松山市）
- 伊予学校生活協同組合（本部：伊予市）
- 上浮穴郡学校生活協同組合（本部：上浮穴郡久万高原町）
- 八幡浜市役所職員生活協同組合（本部：八幡浜市）
- 喜多学校生活協同組合（本部：大洲市）
- 八西学校生活協同組合（本部：八幡浜市）
- 西予市学校生活協同組合（本部：西予市）
- 市立宇和島病院生活協同組合（本部：宇和島市）
- 宇和島市学校生活協同組合（本部：宇和島市）
- 北宇和郡学校生活協同組合（本部：宇和島市）
- 南宇和郡学校生活協同組合（本部：南宇和郡愛南町）

#### 高知県
- 高知県労働者住宅生活協同組合（本部：高知市）
- 高知県労働者共済生活協同組合（本部：高知市）
- 高知医療生活協同組合（本部：高知市）
- 土佐清水地区生活協同組合（本部：土佐清水市）
- こうち生活協同組合（高知市）
- 高知県高齢者福祉生活協同組合（本部：高知市）
- 高知県庁消費生活協同組合（本部：高知市）
- 高知大学生活協同組合（本部：高知市）
- 高知県公立大学生活協同組合（本部：高知市）
- 四国銀行生活協同組合（本部：高知市）
- 高知県学校生活協同組合（本部：高知市）
- 高知新聞消費生活協同組合（本部：高知市）
- セイレイ高知消費生活協同組合（本部：南国市）
- ミロク消費生活協同組合（本部：南国市）
- 大坂生活協同組合（本部：高岡郡中土佐町）

### 九州・沖縄地方

#### 福岡県
- 九州電力生活協同組合（本部：福岡市）
- ブリヂストン久留米生活協同組合（本部：久留米市）
- 西南女学院大学生活協同組合（本部：北九州市）
- 九州国際大学生活協同組合（本部：北九州市）
- 福岡教育大学生活協同組合（本部：宗像市）
- 福岡県立大学生活協同組合（本部：田川市）
- 福岡県学校生活協同組合（本部：福岡市）
- ヤンマー建機消費生活協同組合（本部：筑後市）
- 自治労福岡県本部生活協同組合（本部：福岡市）
- 福岡女子大学生活協同組合（本部：福岡市）
- 九州工業大学生活協同組合（本部：北九州市）
- 北九州市立大学生活協同組合（本部：北九州市）
- 西南学院大学消費生活協同組合（本部：福岡市）
- 九州大学生活協同組合（本部：福岡市）
- 生活協同組合福岡インターカレッジコープ（本部：福岡市）
- グリーンコープ生活協同組合ふくおか（本部：福岡市）
- 福岡県高齢者福祉生活協同組合（本部：福岡市）
- くるめ医療生活協同組合（本部：久留米市）
- 福岡県民共済生活協同組合（本部：福岡市）
- エフコープ生活協同組合（本部：糟屋郡篠栗町）
- 筑後保健生活協同組合（本部：大牟田市）
- 大牟田地区医療生活協同組合（本部：大牟田市）
- 北九州市民共済生活協同組合（本部：北九州市）
- 福岡県労働者共済生活協同組合（本部：福岡市）
- 福岡県民火災共済生活協同組合（本部：福岡市）

#### 佐賀県
- 佐賀県連合婦人会生活協同組合（本部：佐賀市）
- 佐賀県労働者共済生活協同組合（本部：佐賀市）
- 佐賀県労働者住宅生活協同組合（本部：佐賀市）
- 佐賀県医療生活協同組合（本部：佐賀市）
- グリーンコープ生活協同組合さが（本部:佐賀市）
- コープさが生活協同組合（本部：佐賀市）
- 佐賀県学校生活協同組合（本部：佐賀市）
- 佐賀大学生活協同組合（本部：佐賀市）

#### 長崎県
- 長崎県労働者生活協同組合（本部：長崎市）
- 生活協同組合ララコープ（本部：西彼杵郡長与町）
- 長崎県地域婦人団体連絡協議会生活協同組合（本部：長崎市）
- 長崎県漁協女性部連合会生活協同組合（本部：長崎市）
- グリーンコープ生活協同組合 (長崎県)（本部：長崎市）
- 長崎県民共済生活協同組合（本部：長崎市）
- 福祉生活協同組合いきいきコープ（本部：西彼杵郡長与町）
- 長崎市役所職員生活協同組合（本部：長崎市）
- 長崎県職員生活協同組合（本部：長崎市）
- 長崎県学校生活協同組合（本部：諫早市）
- 長崎大学生活協同組合（本部：長崎市）
- 長崎県立大学生活協同組合（本部：佐世保市）
- 純心大学生活協同組合（本部：長崎市）
- 長崎県立大学シーボルト校生活協同組合（本部：西彼杵郡長与町）

#### 熊本県
- 熊本くすのき生活協同組合（本部：熊本市）
- 生活協同組合熊本インターカレッジコープアカデミア（本部：熊本市）
- 熊本大学生活協同組合（本部：熊本市）
- 熊本県高等学校生活協同組合（本部：熊本市）
- 熊本県職員天草地区生活協同組合（本部：天草市）
- 井関農機熊本消費生活協同組合（本部：上益城郡益城町）
- コープ熊本学校生活協同組合（本部：上益城郡益城町）
- 熊本県高齢者障害者福祉生活協同組合（本部：熊本市）
- 熊本県民共済生活協同組合（本部：熊本市）
- 生活協同組合熊本いのちと土を考える会（本部：上益城郡益城町）
- 生活協同組合くまもと（本部：水俣市）
- グリーンコープ生活協同組合くまもと（本部：熊本市）
- 熊本勤労者旅行会生活協同組合（本部：熊本市）
- 熊本勤労者住宅生活協同組合（本部：熊本市）
- 熊本県労働者共済生活協同組合（本部：熊本市）
- 熊本地域婦人会連絡協議会生活協同組合（本部：熊本市）

#### 大分県
- 大分県民共済生活協同組合（本部：大分市）
- 大分県医療生活協同組合（本部：大分市）
- 大分県勤労者医療生活協同組合（本部：大分市）
- 大分県高齢者福祉生活協同組合（本部：大分市）
- 自治労大分県本部信用販売生活協同組合（本部：大分市）
- 大分県学校生活協同組合（本部：大分市）
- 大分県高等学校生活協同組合（本部：大分市）
- 大分大学生活協同組合（本部：大分市）
- 大分県職員消費生活協同組合（本部：大分市）
- 太平洋セメント大分工場佐伯生活協同組合（本部：佐伯市）
- 大分県労働者総合生活協同組合（本部：大分市）
- 生活協同組合コープおおいた（本部：大分市）
- 日田市民生活協同組合（本部：日田市）
- グリーンコープ生活協同組合おおいた（本部：大分市）

#### 宮崎県
- 宮崎県消費者信用生活協同組合（本部：宮崎市）
- 宮崎県共済生活協同組合（本部：宮崎市）
- 宮崎県民共済生活協同組合（本部：宮崎市）
- 宮崎県住宅生活協同組合（本部：宮崎市）
- 生活協同組合コープみやざき（本部：宮崎市）
- グリーンコープ生活協同組合みやざき（本部：宮崎市）
- 宮崎医療生活協同組合（本部：宮崎市）
- みやざき福祉生活協同組合（本部：宮崎市）
- 王子製紙生活協同組合（本部：日南市）
- 宮崎県学校生活協同組合（本部：宮崎市）
- 宮崎大学生活協同組合（本部：宮崎市）
- 南九州大学生活協同組合（本部：児湯郡高鍋町）

#### 鹿児島県
- 鹿児島県労働者共済生活協同組合（本部：鹿児島市）
- 生活協同組合コープかごしま（本部：鹿児島市）
- 鹿児島医療生活協同組合（本部：鹿児島市）
- 奄美医療生活協同組合（本部：奄美市）
- グリーンコープかごしま生活協同組合（本部：鹿児島市）
- 鹿児島県民共済生活協同組合（本部：鹿児島市）
- 鹿児島県学校生活協同組合（本部：鹿児島市）
- 鹿児島県職員生活協同組合（本部：鹿児島市）
- 鹿児島大学生活協同組合（本部：鹿児島市）
- 鹿児島日通生活協同組合（本部：鹿児島市）
- 鹿児島県立短期大学生活協同組合（本部：鹿児島市）
- 鹿児島県勤務医師生活協同組合（本部：鹿児島市）

#### 沖縄県
- 沖縄県共済生活協同組合（本部：那覇市）
- 沖縄電力生活協同組合（本部：浦添市）
- 沖縄医療生活協同組合（本部：豊見城市）
- 琉球大学生活協同組合（本部：中頭郡西原町）
- 沖縄県学校生活協同組合（本部：那覇市）
- 生活協同組合コープおきなわ（本部：浦添市）
- 沖縄大学生活協同組合（本部：那覇市）
- 沖縄県立芸術大学生活協同組合（本部：那覇市）
- 生活協同組合・沖縄県高齢者協同組合（本部：那覇市）
- 南西生活協同組合（本部：浦添市）

## 合併・統合・活動休止中・解散・破綻した主な組織

### 北海道地方
- 三笠市民生活協同組合（本部：三笠市/自己破産）
- 弥生生活協同組合（本部：三笠市/破産）
- 奔別生活協同組合（本部：三笠市/解散）
- 生活協同組合コープクレア（本部：室蘭市/自己破産）
- 夕張市民生活協同組合（本部：夕張市/経営破綻：コープさっぽろに委譲）
- 大夕張生活協同組合（本部：夕張市/解散）
- 歌志内生活協同組合（本部：歌志内市/解散）
- 釧路市民生活協同組合（本部：釧路市/2003年9月、コープさっぽろと事業統合）
- 宗谷市民生活協同組合（本部：稚内市 / 2005年4月、コープさっぽろと事業統合）
- 生活協同組合道央市民生協（本部：苫小牧市 / 2006年4月、コープさっぽろと事業統合）
- 生活協同組合コープどうとう（本部：北海道紋別郡遠軽町 / 2006年6月、コープさっぽろと事業統合）
- 中札内生活協同組合（本部：河西郡中札内村/2012年5月末、本店と上札内店を閉店、同年10月解散)

### 東北地方
- 青森県学校生活協同組合（本部：青森市/2007年経営破綻）
- 由利生活協同組合（本部：秋田県由利郡仁賀保町/1998年解散）
- 秋田県南消費生活協同組合（本部：横手市/2008年9月、秋田市民生協、本荘・由利に新しい生協をつくる準備会と合併し、コープあきたに改称）
- 本荘・由利に新しい生協をつくる準備会（本部：にかほ市/2008年9月、秋田市民生協、秋田県南消費生活協同組合と合併し、コープあきたに改称）
- 早口生活協同組合（2009年、コープあきたと合併）
- 秋田県北生活協同組合（本部：大館市/2013年にコープあきたへ事業譲渡後、2015年に経営破綻し、破産申請の上で清算法人化）
- 生活協同組合コープふくしま（本部：福島市/2019年、みやぎ生協に事業譲渡）
- 福島県南生活協同組合（本部：西白河郡矢吹町/2019年、みやぎ生協に事業譲渡）

### 関東・東京地方
- 明治大学消費生活協同組合（2002年8月解散）[1]
- 生活協同組合さいたまコープ（本部：さいたま市/2013年、ちばコープ、コープとうきょうと合併し、コープみらいに改称）
- 生活協同組合ちばコープ（本部：千葉市/2013年、さいたまコープ、コープとうきょうと合併し、コープみらいに改称）
- 生活協同組合コープとうきょう（本部：練馬区/2013年、さいたまコープ、ちばコープと合併し、コープみらいに改称）
- 生活協同組合コープかながわ（本部：横浜市/2013年、市民生協やまなし、コープしずおかと合併し、ユーコープに改称）
- 菊名生協（本部：横浜市/1997年コープかながわと合同）
- 練馬生協（本部：練馬区/1995年経営破綻）

### 中部地方
- 生活協同組合コープにいがた（本部：新潟市/2022年4月、コープクルコと合併、コープデリにいがたに改称）
- 生活協同組合コープクルコ（本部：新潟市/2022年4月、コープにいがたと合併、コープデリにいがたに改称）
- 富山県生活協同組合（本部：富山市/2022年4月、CO・OPとやまと合併し、とやま生活協同組合に改称）
- 生活協同組合CO・OPとやま（本部：富山市/2022年4月、富山県生協と合併し、とやま生活協同組合に改称）
- 名古屋勤労市民生協（めいきん生協）（本部：名古屋市/2010年、みかわ市民生協と合併し、コープあいちと改称）
- みかわ市民生協（本部：豊橋市/2010年、めいきん生協と合併し、コープあいちと改称）
- 生活協同組合市民生協やまなし（本部：甲府市/2013年、コープかながわ、コープしずおかと合併し、ユーコープに改称）
- 生活協同組合コープしずおか（本部：静岡市/2013年、コープかながわ、市民生協やまなしと合併し、ユーコープに改称）

### 近畿地方
- 大阪北生活協同組合（本部：豊中市/2011年4月コープこうべと合併）
- 滋賀県環境生活協同組合（本部：蒲生郡安土町/2009年7月全事業を特定非営利活動法人碧いびわ湖が継承）

### 中国・四国地方
- 岡山生活協同組合（本部：岡山市/1974年倒産、その後岡山市民生活協同組合（現:おかやまコープ）として再建）
- 鳥取県西部生活協同組合
- 生活協同組合コープ自然派徳島（本部：徳島市/2012年4月、コープ自然派オリーブ、コープ自然派えひめ、コープ自然派こうちと合併し、コープ自然派しこくと改称）
- 生活協同組合コープ自然派オリーブ（本部：高松市/2012年4月、コープ自然派徳島、コープ自然派えひめ、コープ自然派こうちと合併し、コープ自然派しこくと改称）
- 生活協同組合香川県労働者住宅協会（本部：高松市/2012年破産）
- えひめ生活協同組合（本部：松山市/2004年10月生活協同組合アイコープと合併し、コープえひめに改称）
- 生活協同組合アイコープ（本部：新居浜市 / 2004年10月えひめ生活協同組合と合併し、コープえひめに改称）
- 生活協同組合コープ自然派えひめ（本部：松山市/2012年4月、コープ自然派徳島、コープ自然派オリーブ、コープ自然派こうちと合併し、コープ自然派しこくと改称）
- 生活協同組合コープ自然派こうち（本部：南国市/2012年4月、コープ自然派徳島、コープ自然派オリーブ、コープ自然派えひめと合併し、コープ自然派しこくと改称）

### 九州・沖縄地方
- 生活協同組合水光社（本部：水俣市/2014年4月コープ熊本学校生活協同組合と合併し、生協くまもとに改称）
- コープ熊本学校生活協同組合（本部：上益城郡益城町/2014年4月生活協同組合水光社と合併し、生協くまもとに改称）